# Чёрное и Белое (группа)
«Чёрное и Белое» — советская и российская рэп-группа из Ленинграда, образованная в феврале 1989 года в продюсерском центре Владимира Киселёва. В состав группы входили Игорь Голубев, Родион Чистяков и танцоры брейк-данса из коллектива «Стоп». За музыку отвечал Чистяков, а за тексты — Голубев. По мнению Киселёва, является первой рэп-группой в СССР, также упоминалась французской газетой La République du Centre и музыкальным каналом «Гостелерадиофонда» как «первая советская рэп-группа» и интернет-изданием Lenta.ru как «одна из первых рэп-групп в СССР».
Дуэт «Чёрное и Белое», состоящий из Игоря Голубева и Родиона Чистякова, дебютировал на телевидении с песней «Танцы» в программе «Шире круг» 2 мая 1989 года. В июле 1989 года дуэт превратился в группу после того, как взял к себе в команду танцоров брейк-данса из коллектива «Стоп». За три года существования было снято четыре видеоклипа на песни «Закон Ома» (1989), «Вася-хулиган» (1990), «Алло, гараж!» (1991) и «Деньги» (1991). Группа выпустила два магнитоальбома — «Вася-хулиган» (1990) и «Детство» (1991), а также макси-сингл Red Arrow «Tschaikowsky’s Revenge» (1990) тиражом в 400 тысяч копий.
Третий альбом Les Russes Attaquent (с фр. — «Русские атакуют») был выпущен фирмой Vingt Heures Productions во Франции под именем Noir & Blanc (с фр. — «Чёрное и Белое») в 1991 году, а в Москве он был издан студией «Гармония» под именем «Игорь и Родион» в виде магнитоальбома «Деньги» в 1992 году. Группа снялась в фильмах «Белые ночи» (1991) и «Удачи вам, господа!» (1992), а распалась в начале 1992 года после того, как её танцоры перешли в рэп-группу «Мальчишник» по приглашению продюсера Алексея Адамова.
Один из участников группы, Родион Чистяков, умер от осложнений пневмонии 22 ноября 2017 года.

## История
Впервые Игорь Голубев и Родион Чистяков познакомились через общего знакомого Виктора Дмитриева летом 1988 года. На тот момент Чистяков вместе с Дмитриевым был участником группы «Танго», а Голубев участвовал в арт-рок-группе «Система-Норд», а после в группе «Телефон». Во время выступления группы «Телефон» в программе «Открытая дверь» Голубева заметил музыкальный продюсер Владимир Киселёв и пригласил к себе в проект «Чёрное и Белое». Изначально напарником Голубева по группе Киселёв выбрал композитора Дмитрия Павлова, который вскоре покинул её, решив, что он слишком стар для такого проекта. Киселёв решил сделать советский аналог американской рэп-рок-группы Black & White. Первые два текста для группы написал Владимир Рекшан, основатель и лидер рок-группы «Санкт-Петербург». Это были песни «Белый свет или чёрный цвет» и «Танцы». 25 февраля 1989 года во время поездки в Москву на съёмки передачи «Музыкальный лифт» во Дворце спорта «Лужники» на ж/д вокзале неожиданно появился Родион Чистяков в качестве нового напарника Голубева. За музыку в группе отвечал Чистяков, а за тексты — Голубев. Для написания песен они изучили репертуар таких групп и артистов, как Run-D.M.C., New Kids on the Block и LL Cool J.
Дуэт дебютировал на телевидении с песней «Танцы» в программе «Шире круг» весной 1989 года. Съёмки концерта происходили в московском спорткомплексе «Олимпийский» с 31 марта по 2 апреля. Концерт вышел в эфир Первой программы ЦТ 2 мая 1989 года. С 18 по 23 апреля дуэт выступал в спорткомплексе «Олимпийский» на концертах «Москва — Ленинград» (концертный ринг двух городов). С 7 по 12 мая дуэт выступал на малой спортивной арене Олимпийского комплекса «Лужники» на концертах «Ленинградская „Поп-антенна“ в Лужниках». В июле, через два месяца после концертов, дуэт превратился в группу после того, как взял к себе в команду танцоров брейк-данса из коллектива «Стоп»: братья Алексей и Александр Мерзликины, Сергей «Сушёный» Насущенко, Константин «Хром» Королёв и Андрей «Вася» Васильев. С ними Игорь и Родион познакомились во время съёмок в цирке песенной лотереи «Розыгрыш». Свою программу юные брейкеры позаимствовали у популярной на тот момент американской поп-группы New Kids on the Block. Впервые с группой «Чёрное и Белое» танцоры (братья Мерзликины, Сушёный и Хром) дебютировали в видеоклипе на песню «Закон Ома», режиссёром которого был Владимир Шерстобитов. Клип снимали в августе 1989 года в разных местах Ленинграда: возле набережной реки Карповка и на Петроградке (Петроградская сторона). 5 августа группа выступила с песней «Закон Ома» в студии телецентра «Останкино» в Москве на съёмках телепередачи «Музыкальный ринг», которая транслировалась в прямом эфире Первой программы ЦТ в рамках двухдневной международной музыкальной акции «Music Summit» (рус. «Мьюзик саммит»). Трансляцию посмотрело 250 миллионов советских телезрителей. В аранжировке песни «Закон Ома», созданной при помощи синтезатора Roland D-20, были использованы мотивы из русской народной песни «Эй, ухнем» («Песня волжских бурлаков») (1866) и балета «Лебединое озеро» Петра Чайковского (1876). 16 августа дуэт выступил с песней «Тётя Клава» на международном фестивале песни в Сопоте, Польша. С 19 по 21 ноября дуэт выступил с песней «Двигайся, не стой!» во Дворце спорта «Лужники» на съёмках программы «Шире круг!». Концерт вышел в эфир Первой программы ЦТ 30 декабря.
8 января 1990 года группа «Чёрное и Белое» вместе с танцорами выступила с песней «Вася-хулиган» в концертном зале гостиницы «Орлёнок» в Москве на съёмках телемарафона Советского детского фонда им. В. И. Ленина, который транслировался в прямом эфире Второй программы ЦТ с 7 по 8 января 1990 года. 24 февраля дуэт выступил с песнями «Тётя Клава» и «Ленинградские ребята» в концертной студии «Останкино» в рамках Московского регионального этапа конкурса «Юрмала-90». В начале марта Голубев попал в драку в одном диско-кафе в Ленинграде, в результате которой у него была сломана челюсть и он на две недели был помещён в больницу. В этот момент он придумал текст песни «Ленинградские ребята», а в качестве музыки предложил взять Чистякову бит из треков Beastie Boys — «No Sleep Till Brooklyn» (1986) и Black & White — «Because You’re My Baby» (1989). В середине марта Голубев и Чистяков отправились на неделю в Гамбург, где под именем Red Arrow (с англ. — «Красная стрела») записали в студии Boogie Park Studio сингл «Tschaikowsky’s Revenge», состоящий из одной песни на русском и английском языке «Tschaikowsky’s Revenge» («Ленинградские ребята») и инструментального трека «Leningrad Nights» («Ленинградские ночи»). Немецкий звукорежиссёр помог создать им новую аранжировку на основе трека Beastie Boys «No Sleep Till Brooklyn» (1986). Сингл был выпущен в Германии на компакт-дисках и грампластинках летом в том же году. По словам Киселёва, в записи пластинки помог певец Дитер Болен из дуэта Modern Talking, а её тираж составил 400 тысяч копий. В конце марта Голубев и Чистяков вместе с группой «Санкт-Петербург — 2» улетели на гастроли в Африку без танцоров, где в течение трёх месяцев выступали в таких странах как Ангола, Замбия, Ботсвана, Зимбабве и Намибия.
В июне 1990 года студия «Гармония» выпустила дебютный магнитоальбом группы — «Вася-хулиган». Альбом был записан и сведён звукорежиссёром Андреем Новожиловым в студии ЛДМ при помощи сессионного музыканта гитариста Александра Ларионова, с которым были записаны песни «Детство» и «Алло, гараж!». Песня «Алло, гараж!» была написана после просмотра фильма «Волга-Волга» (1938), где в одном из эпизодов один начальник кричал другому фразу «Алло, гараж!». При создании аранжировки для песни «Вася-хулиган» Чистяков ориентировался на песню группы New Kids on the Block «Hangin' Tough», «Детство» — на композиции Milli Vanilli «Girl I’m Gonna Miss You» и Дэйва Стюарта и саксофонистки Кэнди Далфер «Lily Was Here»), а «Двигайся, не стой!» — на песню Rock Steady Crew «(Hey You) The Rock Steady Crew»). В июне группа выступила с песнями «Ленинградские ребята», «Вася-хулиган» и «Детство» в СКК им В. И. Ленина на сборном концерте телепрограммы «Топ-Секрет», который был показан в эфире Ленинградской программы 7 июля 1990 года. После выступления режиссёр программы «Топ-Секрет», Андрей Базанов, снял в павильоне Ленинградского телецентра (ул. Чапыгина, 6) видеоклип на песню «Вася-хулиган». 11 ноября группа дала три концерта в СКК им В. И. Ленина, после которых Голубев и Чистяков ушли от продюсера Киселёва, не дававшего развития проекту. В декабре группа выступила с песней «Алло, гараж!» на вечеринке «Ночной кайф 91», которую снимал Владимир Шерстобитов. В 1990 году танцор Андрей «Вася» Васильев покинул коллектив, в 1991 году его место занял Алексей «Мелкий» Бахвалов.
В марте 1991 года студия «Звук» выпустила второй магнитоальбом под названием «Детство». Пять из девяти треков — это композиции предыдущего альбома. Новыми треками оказались песни «Разве не так?», «Алло, гараж!» (при участии гитариста Александра Ларионова), «Мама» и «Крошка», записанные и сведенные звукорежиссёром Андреем Новожиловым в студии ЛДМ. По словам Голубева, из-за гастролей у группы не было времени на студию, поэтому они решили выпустить тот же альбом, выбрав из него лучшие песни, а также добавив новые песни. В марте режиссёр Владимир Шерстобитов снял в здании Морского вокзала на Васильевском острове видеоклип на песню «Алло, гараж!». В марте на одном из концертов на группу обратила внимание французская компания Vingt Heures Productions (с фр. — «20 часов продакшнз»), которая подписала с ними контракт на выпуск альбома. В мае в студии звукозаписи в доме Чичерина в Ленинграде (на углу Невского проспекта, 15 и реки Мойки, 59) были сделаны демо-записи будущего альбома, в записи которых приняли участие звукорежиссёр Андрей Новожилов, диджей Владислав «DJ Вольф» Вайтехович (из группы «Имя защищено») и гитарист «Маэстро». С готовым материалом Чистяков и Голубев отправились в студию Sun Studio в Париже, где записали третий альбом под именем Noir & Blanc (с фр. — «Чёрное и Белое»). Во Франции альбом вышел 21 августа, а в Москве он был выпущен студией «Гармония» под именем «Игорь и Родион» в виде магнитоальбома «Деньги» в 1992 году.
Летом и осенью 1991 года для рекламы нового альбома группа отправилась вместе с танцорами в гастрольный тур по Франции, где выступала под именем Noir & Blanc с программой Les Russes Attaquent (с фр. — «Русские атакуют»), наряду с такими французскими рэперами как IAM и MC Solaar. Спонсором этих выступлений были компании Adidas и Chrysler, а сами солисты и танцоры выступали в армейских шинелях и шапках-ушанках. 20 июня группа выступила в городе Блуа, а 22 июня — в городе Лилль. 29 сентября коллектив дал концерт в монастыре Кампо Санто в Орлеане. После выступления группа поучаствовала в массовой драке с местной шпаной на территории замка, где находится памятник Жанне д’Арк. На следующий день в понедельник во французской газете La République du Centre вышла статья о драке в монастыре Кампо Санто. Вечером того же дня группа отправилась домой в Санкт-Петербург, а 9 октября выступила во французском городе Дижон.
В сентябре 1991 года группа снялась в эпизоде х/ф «Белые ночи» (реж. Леонид Квинихидзе), где вместе со своими танцорами исполнила в ресторане «Восток» хип-хаус-композицию «Вселенная» (музыка: Игорь Голубев, автор слов: Леонид Дербенёв). В октябре после поездки во Францию группу временно взял под опеку Игорь Крутой (фирма «АРС-рекордз»), благодаря которому состоялся сольный концерт в ДК Кирова. 20 декабря режиссёр-клипмейкер Олег Гусев и оператор-постановщик Борис Деденёв сняли в павильоне Ленинградского телецентра (ул. Чапыгина, 6) видеоклип на песню «Деньги». В роли гангстера снялся известный ведущий Сергей Кальварский. Во время съёмок клипа на эту песню между участниками группы произошёл конфликт, в результате которого группа распалась, а танцоры ушли в рэп-группу «Мальчишник» по приглашению продюсера Алексея Адамова.
В 1992 году, оставшись вдвоём, солисты группы «Чёрное и Белое» стали называть себя как «Игорь и Родион». Летом они записали четвёртый по счёту альбом. Запись в основном проходила в студии во Дворце культуры ЗИЛа в Москве, где в 1982 году снимался фильм «Чародеи». В записи альбома принимал участие клавишник Евгений Новожилов и гитарист «Маэстро». Трек «Деньги» был перезаписан Игорем и Родионом для фильма «Удачи вам, господа!» Владимира Бортко, в котором они также снялись в одном из эпизодов. На съёмках этой картины солисты познакомились с Николаем Караченцовым, который после этого сделал передачу о хип-хоп-культуре на телевидении. Но в итоге московский альбом был утерян, как и альбом, записанный во Франции. Исходные записи обоих альбомов находились в сумке, которую Голубев случайно оставил в машине подвозившего его водителя.
В октябре 1992 года Игорь и Родион снялись в седьмом по счёту выпуске телепередачи «Частная вечеринка». Основные съёмки передачи прошли в ночном клубе Stardust в здании Планетария, СПб, где помимо Игоря и Родиона с песнями «Алло, гараж!» и «Детство» (на подтанцовке: Сергей «Сушёный» Насущенко и Константин «Хром» Королёв) на сцене клуба выступили следующие команды: Dr. Grey (с песней «Глупая малышка»), «Камикадзе», «Свои ребята», «Искусственное дыхание», «Взгляд М.С.» (с песней «Радиосигнал»), «Знамо дело» и «Клуб 55» (с песней «Мы с тобой»). В середине передачи был показан репортаж об известном петербуржском режиссёре-клипмейкере Олеге Гусеве. На протяжении всего выпуска музыканты подходили на улицах города к прохожим и узнавали у них, верят ли они в неземные цивилизации. Передача вышла в эфир телеканала ГТРК «Санкт-Петербург» 30 октября 1992 года.
В середине 1996 года Голубев и Чистяков вновь объединились под именем «Йогурт и Джамбо» и записали альбом «Детство» в популярном на тот момент жанре техно. В записи альбома участвовала группа «Русский размер», которой Чистяков помогал в создании аранжировок с 1992 года. В конце января 1998 года фирма М-Records выпустила альбом «Детство» на аудиокассетах, а в середине февраля — на компакт-дисках. Вскоре солисты поссорились из-за денег и вновь прекратили сотрудничать. Чистяков занялся сольным проектом «Энергетика», а Голубев организовал проект «Джамбо» с клавишником-аранжировщиком Сергеем Балахиным и записал с ним альбом из десяти песен. Запись продолжалась на протяжении четырёх лет, после чего Голубев предложил альбом нескольким московским рекорд-компаниям, но им никто не заинтересовался, и поэтому альбом так и не вышел.
Родион Чистяков умер от осложнений пневмонии 22 ноября 2017 года.
В октябре 2020 года Игорь Голубев дал интервью для подкаста «Петербуржский радар», в котором рассказал о том, как появилась группа «Чёрное и Белое».
В мае 2023 года Игорь Голубев принял участие в съёмках документального сериала «Питерский рэп» (режиссер: Ян Шапиро).

### Группа-двойник
Весной 1991 года продюсер Владимир Киселёв создал группу-двойник рэп-квинтет «Чёрное и Белое». Новые солисты записали две песни — «Казино» и «Совок», а также перезаписали композиции «Детство» и «Алло, гараж!». 29 июня 1991 года группа выступила на Большой спортивной арене олимпийского комплекса «Лужники» на гала-концерте «Звуковой дорожки» в рамках праздника газеты «Московский комсомолец». 30 июня 1991 года коллектив выступил на первом московском фестивале рэп-музыки «Эм-Си-шоу» в московском парке Горького. В июле 1991 года группа-двойник выступила на музыкальном фестивале «Звёзды Бот Шоу-91». В конце июля группа вместе с другими группами Киселёва приняла участие в гала-концертах в сочинском зале «Фестивальный» по приглашению фирмы «КРУТО» (Александр Иратов и Борис Крутоголов). С 27 по 29 сентября 1991 года приняла участие в концертах «Кому улыбаются звёзды…» от фирма «АРС». Группа выступила с песней «Совок» на концерте «Виват, Санкт-Петербург!» в ноябре 1991 года, затем с песней «Алло, гараж!» в телешоу «На все 100» (1991), «Ночной кайф 92», «Пять Плюс» и телепередаче «Утренняя звезда» в 1992 году. В июне 1992 года группа-двойник выступила на фестивале «Белые ночи Санкт-Петербурга», где ей присудили первую премию в 15 тысяч долларов.

## Состав
- Родион Владленович Чистяков[63] (13 мая 1968 года — 22 ноября 2017 года, Ленинград) — рэп-исполнитель, певец, автор музыки, звукоинженер и автор песен. Участник дуэта «Танго» (1985—1988), «Чёрное и Белое» (1989—1992), «Игорь и Родион» (1992—1993), «Йогурт и Джамбо» (1996—1997), «Энергетика» (1995—2002)[64]. Являлся звукоинженером и автором песен для группы «Русский размер» (1992—2001)[65][66], был автором песен для проекта «Матрикс» (2000)[67].
- Игорь Вячеславович Голубев[63] (род. 2 мая 1966 года, Ленинград) — рэп-исполнитель, певец, автор текстов, участник арт-рок-группы «Система-Норд» (1988), «Телефон» (1988), «Чёрное и Белое» (1989—1992), «Игорь и Родион» (1992—1993), «Йогурт и Джамбо» (1996—1997), «Джамбо»

Подтанцовка: брейк-данс-коллектив «Стоп»
- Алексей Мерзликин (род. 2 декабря 1970 года, Ленинград) — танцор брейк-данс-команд «Стоп» (1988—1993), Jam Style Crew (1993—2002), Jam Style & Da Boogie Crew (1998—2002). Участник рэп-групп «Чёрное и Белое» (1989—1991), «Мальчишник» (1992—1993), «Дети болот» (1993)[12][21].
- Александр Мерзликин (род. 19 ноября 1972 года, Ленинград) — танцор брейк-данс-команд «Стоп» (1988—1993), Jam Style Crew (1993—2002), Jam Style & Da Boogie Crew (1998—2002). Участник рэп-групп «Чёрное и Белое» (1989—1991), «Мальчишник» (1992—1993), «Дети болот» (1993)
- Сергей «Сушёный» Насущенко (род. 5 ноября 1972 года, Ленинград) — танцор брейк-данс-команды «Стоп» (1988—1992). Участник рэп-групп «Чёрное и Белое» (1989—1991), «Мальчишник» (1992), «Дети болот» (1993)
- Константин «Хром» Королёв (род. 11 октября 1971 года, Ленинград) — танцор брейк-данс-команд «Кенгуру» (1988), «Стоп» (1989—1992). Участник рэп-групп «Чёрное и Белое» (1989—1991), «Мальчишник» (1992) и «Дети болот» (1993). Рэп-исполнитель, автор песен, участник и сооснователь групп «Дэцо» (1994—1998) и «Братья Улыбайте» (1999—2009)
- Андрей «Вася» Васильев (род. 1972 год, Ленинград) — танцор брейк-данс-команд «Кенгуру» (1989), «Стоп» (1989—1990). Участник рэп-группы «Чёрное и Белое» (1989—1990)
- Алексей «Мелкий» Бахвалов (род. 26 марта 1972 года, Ленинград) — танцор брейк-данс-команды «Стоп» (1991—1993). Участник рэп-групп «Чёрное и Белое» (1991), «Мальчишник» (1992—1993). Заведующий постановочной части в театре «Мимигранты» (1997–2008)

Продюсер, администратор группы
- Владимир Киселёв (род. 10 июля 1952 года, Ленинград) — продюсер группы (1989—1990)
- Виктор Фаберже (род. 21 июня 1971 года, Ленинград) — администратор группы (1990—1991)

## Критика
В апреле 1991 года главный редактор нижегородской газеты «Слушай и читай» музыкальной студии «Фонограф», Александр Плеханов, оценил на пять баллов второй альбом дуэта «Чёрное и Белое».
Питерский дуэт, состоящий из «белого» Игоря и «чёрного» Родиона. Развивает успех своей предыдущей работы выпуском нового альбома, более последовательно выраженного в стиле «хип-хоп». Жизнерадостная болтовня «о том — о сём» перемежается душещипательными номерами, посвящёнными маме. Хорошие мальчики! Оценка:5
В сентябре 1991 года во французской газете La République du Centre «Чёрное и Белое» была упомянута как «первая советская рэп-группа».
В сентябре 1991 года в московской газете «Советский патриот» было опубликовано интервью журналиста Семёна Помидорова с Сергеем Огурцовым (Лемо́хом), записанное на съёмках финала телешоу «50x50» на БСА «Лужники» 28 июля. В нём репортёр назвал питерский дуэт «Чёрное и Белое» конкурентами группы «Кар-Мэн» на отечественной поп-сцене, на что Лемо́х ответил, что серьёзных соперников у них пока нет, а с упомянутым рэп-дуэтом они работают «в разных плоскостях, не пересекаясь».

### Ретроспектива
В сентябре 1997 года обозреватель музыкальной газеты «Живой звук», Юрий Яроцкий, в своей рецензии к альбому «Дельфина» «Не в фокусе» упомянул о том, что ранее группа «Чёрное и Белое» уже использовала рэп в своём творчестве, но, по мнению автора, подобные начинания в то время либо кончались полным провалом, либо «становились товаром для своих» убеждённых рэперов, как было в случае с группой «Мальчишник».
В 2004 году Нина Беляева упомянула в книге «Новейшая история отечественного кино. 1986—2000. В 7 томах. Часть 2. Кино и контекст. Том 5. 1989-1991» о том, что рэп-дуэт «Чёрное и Белое» образовался за долго до того, как Богдан Титомир начал сольную карьеру и речитатив чёрных кварталов нашёл дорогу на советскую сцену.
В 2007 году редактор журнала «Ваш досуг», Константин Черунов, отнёс «Чёрное и Белое», «Мальчишник», «Ван Моо» и Мистера Малого к числу тех рэп-групп, которые с приходом «перестройки» «заполонили хип-хоп-сцену в чудовищных одеждах из кооперативных ларьков и с образованием восемь классов».
В 2016 году сайт «Звуки.ру» сравнил стиль группы с американской рэп-группой Run-D.M.C.
В 2017 году интернет-издание Lenta.ru назвало участников группы «настоящими рэперами, для которых читка стала стилем жизни.».
В 2020 году музыкальный редактор интернет-издания Vatnikstan, Иван Белецкий, поместил альбом «Вася-хулиган» в список «Русский рэп 1990‑х: десять главных альбомов», сравнив творчество группы с «жизнерадостной советской эстрадой конца 1980‑х гг. с интонациями КВН или комсомольских массовиков-затейников».
В 2020 году магистр филологических наук Валентина Дрок в своей книге «Проблема повествователя в русском рэпе» отнесла D.M.J., Bad Balance и «Чёрное и Белое» к числу тех рэп-групп, которые «пробовали себя одновременно в сочинительстве рэп-текстов, битов для них, танцев в стиле брейк-данс и создании граффити».
21 февраля 2022 года на музыкальном YouTube-канале «Гостелерадиофонда», «Музыка на советском телевидении», группа была озаглавлена как «первая советская рэп-группа»
26 февраля 2024 года музыкальный критик российского информационного агентства InterMedia, Алексей Мажаев, рецензируя видео «Рэп в СССР: за 30 лет до Басты и «Касты» от YouTube-канала «Спасибо, послушаю» отметил, что коммерческий хип-хоп «Чёрное и Белое» не сильно уступал тому, с которым впоследствии прославился Децл.

## Наследие и влияние
Группа повлияла на творчество российских рэп-исполнителей:
В 1989 году будущий участник групп Da Lost Boyz и Nonamerz, Dime, впервые увидел хип-хоп в известной музыкальной передаче «Музыкальный ринг» на Ленинградском телевидении, где соревновалась рэп-команда «Чёрное и Белое». Помимо речитатива Дмитрий Нечаев увидел на экране брейк-данс, который ранее видел в фильме «Курьер».
В 1990 году будущий участник группы «Белые братья» (а ныне Bad Balance), Al Solo, попал на концерт рэп-группы «Чёрное и Белое», которая выступала на разогреве ленинградской рок-группы «Русские» в Чувашском государственном музыкальном театре. Под впечатлением от увиденного Альберт Краснов написал свои первые тексты.
В 2012 году советский танцор брейк-данса и участник рэп-группы D.M.J., Дмитрий «Краб» Морозкин, упомянул в интервью для документального сериала «Хип-хоп в России: от 1-го лица», что московские брейкеры в то время конкурировали с танцорами ленинградской рэп-группы «Чёрное и Белое», во главе которых были братья Мерзликины.
В 2015 году лидер рэп-группы D.M.J. (экс-«Меркурий»), Игорь Захаров, упомянул в интервью для книги Миши Бастера «Хулиганы-80», что на рубеже девяностых было только две рэп-группы: «Чёрное и Белое» и D.M.J.
В 2016 году бывший участник групп «Термоядерный джем» и «Пьянству бойс», Денис «Тенгиз» Чернышов, отметил в своём блоге, что в начале 1991 года «Чёрное и Белое» была «наиболее профессиональной рэп-группой в Ленинграде (а возможно и в СССР)», у которой уже был выпущен альбом «Вася-хулиган» (1990) и снят видеоклип, который находился в ротации на телевидении.
В 2018 году участник питерской группы Bad Balance, Владислав «Шеff» Валов, упомянул о группе «Чёрное и Белое» в своей книге «Плохой Баланс» как о модном в то время рэп-дуэте, который вместе с подтанцовкой много гастролировал по России и за рубежом. Валов особо отметил композицию «Алло, гараж!» (1990).
В 2018 году российский телеведущий и спортивный комментатор Дмитрий Губерниев в одном из интервью посоветовал людям заниматься оздоровительной ходьбой, выразив свои ощущения словами из песни «Двигайся, не стой!» группы «Чёрное и Белое».

## Дискография
Чёрное и Белое
- 1990 — Вася-хулиган
- 1991 — Детство

Red Arrow
- 1990 — Tschaikowsky’s Revenge (Maxi-single)

Noir & Blanc
- 1991 — Les Russes Attaquent

Игорь и Родион
- 1992 — Деньги

Йогурт и Джамбо
- 1997 — Детство

## Видеоклипы
- 1989 — «Закон Ома» (режиссёр: Владимир Шерстобитов)[22]
- 1990 — «Вася-хулиган» (режиссёр: Андрей Базанов)[39]
- 1991 — «Алло, гараж!» (режиссёр: Владимир Шерстобитов)[42]
- 1991 — «Деньги» (режиссёр: Олег Гусев, оператор: Борис Деденёв)[46]

## Позиции в чартах
| Год  | Чарты                                                                          | Высшая позиция      |
| ---- | ------------------------------------------------------------------------------ | ------------------- |
| 1991 | СССР, «Смена», «Лучший магнитоальбом» (по продажам в студиях фирмы «Гармония») | «Чёрное и белое»: 5 |